# Албогачиев, Юсуп Тохович
Юсу́п То́хович Албогачи́ев (ингуш. Албохчанаькъан Тохий Ювсап; 1887, Экажево, Терская область — 23 июля 1954) — революционер, политический и общественный деятель, участник Гражданской войны, первый ингушский коммунист.

## Биография
Албогачиев родился в крестьянской семье, в которой было 12 душ. Когда Юсупу было 12 лет, отец, чтобы прокормить семью, поехал в Грузию, взяв его с собой. Однако поправить семейное положение не удалось и отец уехал домой, оставив Юсупа в семье Карвелишвили, чтобы прислуживать по хозяйству. Хозяйка обратила внимание на смышлёного мальчика и отдала его в начальную школу. В 1904 году Албогачиев поступил в Тифлисское ремесленное училище. Через четыре года он получил квалификацию подмастерья по слесарно-токарному делу.
В 1906 году он вступил в революционный кружок в своём ремесленном училище. Вскоре его избрали в подпольный совет. Летом, приезжая на каникулы в Ингушетию, он вёл пропаганду среди односельчан. В 1909 году под его руководством жители Экажево выступили против решения властей отменить право жителей выбирать сельских старшин. За Албогачиевым была установлена слежка, власти стали его преследовать. Он вынужден был покинуть родное село. Так началась его революционная деятельность. Скрываясь от властей, он вынужден был постоянно менять место жительства.
После начала Первой мировой войны за неблагонадёжными людьми было установлено наблюдение. Скрываясь от полиции, в 1915 году Албогачиев уехал в Баку, где работал токарем на сталелитейном заводе в Сабунчах. В том же году он дал рекомендацию Анастасу Микояну для вступления в РСДРП. Тогда же он пытался организовать забастовку на заводе. Когда эта попытка оказалась безуспешной, он был вынужден покинуть Баку.
В 1916 году он приехал в Екатеринослав (Украина), где устроился токарем на трубопрокатный завод. Здесь его избрали секретарём партийной ячейки механического цеха. Проводил агитацию среди горцев, привлечённых к охране военнопленных. На Украине его застала Февральская революция.
Осенью 1918 года Албогачиев вернулся в Ингушетию. Здесь он связался с членами Владикавказского Совета. Вскоре Албогачиев стал осуществлять руководство всей партийной работой в Ингушетии. Одним из делегатов от Ингушетии на II съезде народов Терека был избран Албогачиев. Съезд признал советскую власть и провозгласил создание Терской советской республики.
В июле 1918 года контрреволюция перешла в наступление. Во Владикавказе в течение 11 дней шли бои с бичераховцами. В боях лично участвовал и Юсуп Албогачиев. В этот период ему также пришлось выезжать в Кабарду и Ингушетию выполняя поручения Серго Орджоникидзе.
В феврале 1919 года к Владикавказу подошли войска Деникина. В течение недели Албогачиев во главе ингушского и кабардинского отрядов отбивал атаки противника. Но под натиском превосходящих сил противника Албогачиев со своими сторонниками вынужден был отойти в горы.
В марте 1920 года, после окончания Гражданской войны Албогачиев был назначен председателем Назрановского окружного ревкома. Через полгода его назначили председателем ревкома Ингушетии. Ещё через полгода он стал особо уполномоченным при ЦИК Горской республики, а затем — секретарём парткома Ингушетии. В период 1920—1930-х годов он сменил много должностей: председатель областного суда Ингушетии, председатель контрольной комиссии РКИ, директор Грозненского нефтяного техникума, директор Базоркинского консервного завода.

## Память
В 1967 году в Грозном и посёлке Новый Редант именем Албогачиева были названы улицы. В повести Абдул-Гамида Гойгова «Джан-Гирей» образ одного из героев списан с Юсупа Албогачиева.